# Jose Pellissery
Jose Pelissery était un acteur indien de cinéma et de théâtre.

## Biographie
Dans sa carrière cinématographique d'une quinzaine d'années dans le Mollywood, il fit une centaine de films.
Il fut un partenaire des Chalakudy Sarathy Theatres avec qui il fit une douzaine de pièces sous la direction de Thilakan.

## Filmographie sélective
- 1992 : Naadody (en)
- 1992 : My Dear Muthachan (en)
- 1992 : Grihaprevesam (en)
- 1992 : Aadhaaram (en)
- 1993 : Injakkadan Mathai & Sons (en)
- 1993 : Samooham (en)
- 1994 : The Porter
- 1995 : Vrudhanmare Sookshikkuka (en)
- 1996 : Dilliwala Rajakumaran (en)
- 1998 : Harikrishnans (en)
- 1998 : Chenapparambile Aanakkariyam
- 1998 : Samaantharangal (en)
- 2000 : Darling Darling (en)
- 2000 : Rapid Action Force
- 2002 : Kalyanaraman (en)
- 2002 : Desam
- 2002 : Thilakam
- 2003 : Pulival Kalyanam (en)

## Galerie
{...}